# Miguel Anxo Fernán-Vello
Miguel Anxo Fernán-Vello (Cospeito, 8 de octubre de 1958) es un escritor y editor español en lengua gallega.

## Biografía
Realizó estudios de Música (guitarra clásica)  en el Conservatorio Superior de Música de La Coruña y de Psicología y Filología Hispánica en la Universidad de la Coruña y en la Universidad de Santiago de Compostela. Miembro de la Asociación de Escritores en Lengua Gallega y de la Asociación Gallega de la Lengua (AGAL), fundó la editorial Espiral Maior en 1991 y fue cofundador de las revistase Cen augas y Agália. Se dio a conocer en el ámbito literario cuando ganó el VII Premio Modesto R. Figueiredo con el relato Anti-memória dun dia. Entre sus premios literarios, destaca el haber obtenido en dos ocasiones el Premio de la Crítica de poesía gallega. En 2001, la Orquesta Sinfónica de Galicia, estrenó su cantata Cantiga Finisterrae para múltiples voces de luz. En las elecciones generales de 2015 fue cabeza de lista de la candidatura En Marea por la Circunscripción electoral de Lugo saliendo elegido diputado por dicha provincia.

## Premios
Ha recibido multitud de premios, entre los que destacan:.
- VII Premio Modesto R. Figueiredo (1981), por su relatoo Anti-memória dun dia.
- Premio de la Crítica de poesía gallega en dos ocasiones, en 1985 por Seivas de amor e tránsito, y en 2004 por y Territorio da desaparición.
- Premio Esquío de poesía (1985), por Memorial de brancura.
- Premio Martín Codax (1996), por As certezas do clima.
- Premio periodístico Manuel Reimóndez Portela (2003)
- Premio Miguel González Garcés (2004), por Capital do corpo.
- Premio de poesía Afundación (2015), por Duración da penumbra.[2]

## Obra
| Poesía - Do desexo en corpo e sombra, (1984). - Seivas de amor e tránsito, (1984). - Livro das paisaxes vivas, (1985), traducido al catalán como Llibre dels paisatges vius por Ramon Dachs. - Memorial de brancura, (1985). - Entre água e fogo (1987). - Trópico de luas, (1992). - Poemas da lenta nudez, (1994). - As certezas do clima, (1996). - Poemas, (1999). - Poetas e Narradores nas súas voces (Vol. I), (2001). | - Capital do corpo, (2004). - Territorio da desaparición, 2004, publicado en español como Territorio de la desaparición en 2011. - Dicionario do estremecemento, (2007). - Antologia Poetica, traducción al italiano de Manuele Masini (2008). - Astro interior. Escolma poética 1984-2007, 2008. - Habitación do asombro, (2013), traducido al español como Habitación del asombro, (2014). | Teatro - A casa dos afogados, (1981). - A tertulia das máscaras, (1981). - A estraña señorita Lou, (1982). - Auto insólito do autor, (1985). - Cuarteto para unha noite de verao, (1988). |